# Kumanskiella aliena
Kumanskiella aliena is een schietmot uit de familie Hydroptilidae. De soort komt voor in het Neotropisch gebied.